# 詹姆斯·穆迪
詹姆斯·保羅·穆迪（英語：James Paul Moody，1887年8月21日—1912年4月15日），是英格兰海員，也是英国皇家邮轮泰坦尼克号六副。在鐵達尼號沉沒事故中喪生，遺體從未尋獲。

## 早年生活
1887年8月21日。詹姆斯·穆迪出生於英格蘭斯卡布羅，是律師約翰·亨利·穆迪（John Henry Moody）和他的妻子伊芙琳·露易絲·拉米（Evelyn Louis Lammin）四個孩子中最小的。穆迪的祖父約翰·詹姆斯·保羅·穆迪（John James Paul Moody）一直是當地的著名政治人物。1902年，15歲的穆迪在康威號訓練船上學習航海專業。經過兩年訓練之後，通過英國貿易委員會的考試。

## 海事生涯
1904年4月，他在威廉湯瑪斯航運（William Thomas Line）的布狄卡號（Boadicea）擔任學徒，並在前往美國紐約中途經歷了一場可怕的風暴。大量的帆布和繩索斷裂，桅杆搖晃直到最後幾乎觸及水面，穆迪的一位同學失去生命。在獲得二副證書後，穆迪成為正式海員，在蒸汽貨輪上服務。1911年8月，他加入白星航運，擔任海洋號六副。1912年3月，他收到消息說將被分配到鐵達尼號擔任六副。穆迪有點不願意接受這項任務，因為他曾希望休假、前往法國巴黎拜訪好友。他的請假被公司拒絕。

## 擔任鐵達尼號副官
就像其他船副一樣，穆迪於1912年3月26日上午9時整向白星航運的利物浦辦公室報到。他從那裡前往貝爾法斯特哈蘭德與沃爾夫造船廠登上鐵達尼號。試航後，鐵達尼號前往南安普敦準備載客首航。4月10日，在鐵達尼號的首航出發日，為了進行英國貿易委員會的安全標準，穆迪協助五副哈羅德·羅威降下兩艘右舷救生艇，進行簡略的疏散演習。他還負責關閉最後一個梯口通道。4月14日23時39分，瞭望員范德瑞克·弗萊特在鐵達尼號正前方發現了一座冰山，該員搖響了三次警鐘並打電話給艦橋。穆迪回應了電話，問道：「有，你看到什麼了？」，弗萊特報告：「冰山，就在正前方！」。23時40分，穆迪與一副威廉·默多克在艦橋上目睹了碰撞過程。。
在隨後的疏散中，穆迪協助裝載了9號、12號、13號、14號和16號救生艇。在裝載14號號救生艇時，五副羅威指出，一名海官應該上去指揮救生艇。雖然級別較低的穆迪傳統上已經完成了這項任務，但他還是堅持把指揮權讓給羅威。這個決定最後間接讓穆迪葬身大海。穆迪後來走到右舷協助一副默多克，直到海水爬上小艇甲板。司燈山繆·歐內斯特·海明（Samuel Ernest Hemming）看到穆迪喪生前的最後一刻，在沉沒前幾分鐘，他和其他人正在嘗試解開固定在海官起居艙上方的2艘折疊艇，包括大副亨利·魏爾德、一副威廉·默多克、二副查爾斯·萊托勒和頭等乘客阿奇博·格雷西四世等。萊托勒還說：「穆迪先生一定是在同一時間站在離我很近的地方。他在起居艙頂部解開了右舷的折疊艇，而默多克先生則在水流中努力想要解開另一艘。如果沒記錯，我們幾個人幾乎都已經在水裡了」。
穆迪去世時得年24歲，他的遺體從未尋獲。
斯卡布羅林地公墓的一座紀念碑，用《聖經》名言紀念在鐵達尼號上犧牲的穆迪——「沒有比這更偉大的情操，一個人為他的朋友獻出生命」（見《約翰福音》15章13節）。他出生的房子——斯卡布羅格蘭維爾路17號以及斯卡布羅聖馬丁教堂的紀念牌匾上，都有英格蘭遺產委員會的藍色牌匾紀念他。格里姆斯比的希波的奧古斯丁教堂有一處紀念穆迪的銅製祭壇。

## 文化描寫
- 麥可·布萊恩特（英语：Michael Bryant (actor)）（1958年）——《此夜永難忘》（電影）
- 愛德華·弗萊徹（英语：Edward Fletcher (actor)）（1997年）——《鐵達尼號》（電影）
- 喬納森·霍華德（英语：Jonathan Howard (actor)）（2012年）——《鐵達尼號（英语：Titanic (2012 miniseries)）》（電視劇）

## 外部連結
- Mr James Paul Moody - Encyclopedia Titanica （页面存档备份，存于）
- Titanic-Titanic
- All the Horrors Seem to Happen at Night - Encyclopedia Titanica （页面存档备份，存于）